# Каролево (Ґрудзьондзький повіт)
Каролево (пол. Karolewo, нім. Karlshof) — село в Польщі, у гміні Свеці-над-Осою Ґрудзьондзького повіту Куявсько-Поморського воєводства.
У 1975-1998 роках село належало до Торунського воєводства.